# Marcelo Bordon
Marcelo José Bordon (Ribeirão Preto, 7 gennaio 1976) è un ex calciatore brasiliano, di ruolo difensore. Con la nazionale ha vinto la Copa América 2004..

## Biografia
Suo figlio Filipe (2005) è anch'egli un calciatore.

## Carriera

### Club
Bordon inizia la sua carriera nel 1983 nelle giovanili del Botafogo Paulista, dove rimane fino al 1993. Passa poi al San Paolo, con il quale vince la Coppa CONMEBOL nel 1994 giocando da titolare le due finali contro il Peñarol. Con il San Paolo vince anche un Campionato Paulista nel 1998.
Bordon rimane al San Paolo fino al 1999 quando si trasferisce in Germania, allo Stoccarda, squadra con cui vince per due volte la Coppa Intertoto, nel 2000 e nel 2002.

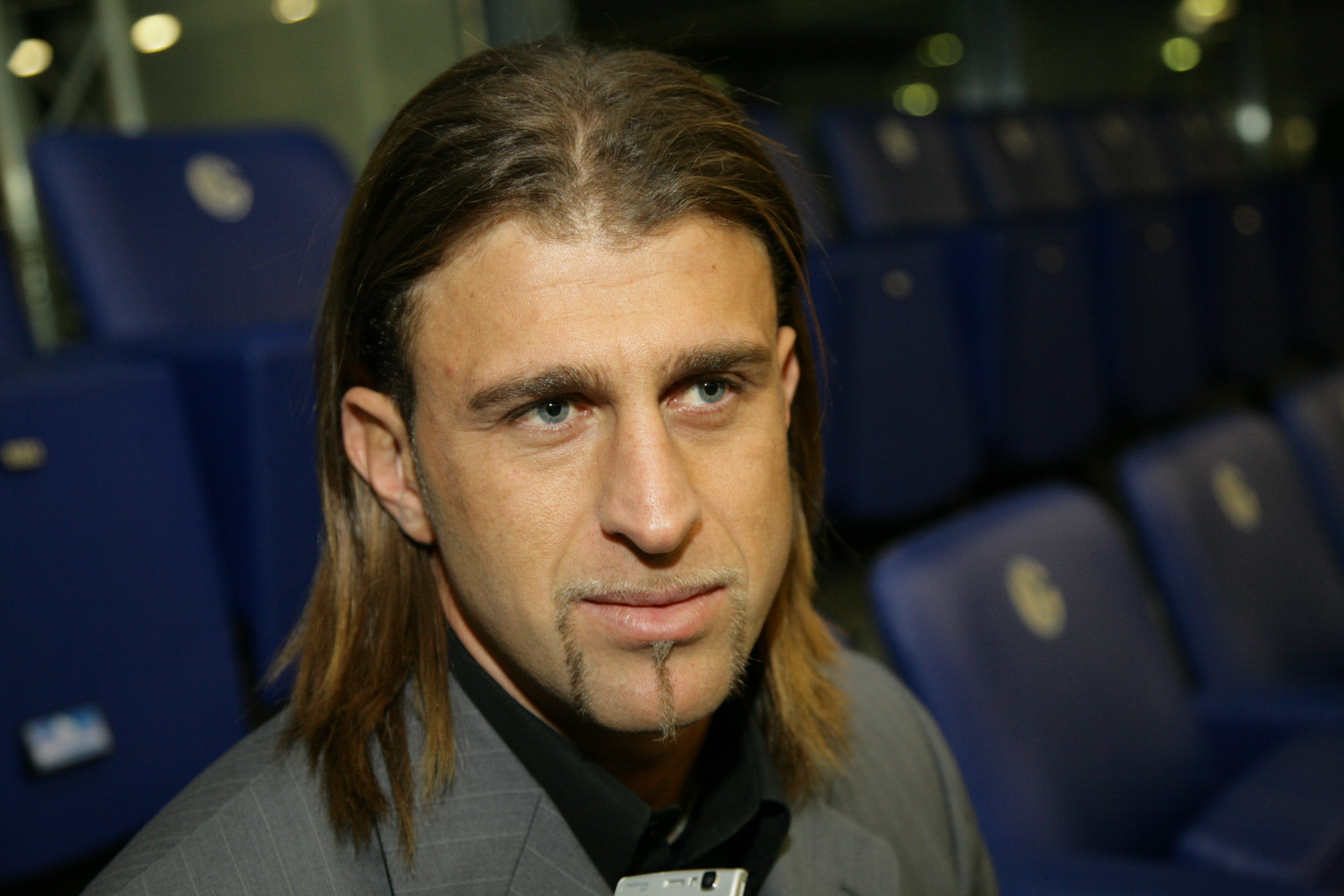
Bordon alla consegna del "Goldener Kompass"

Nel 2004 si trasferisce allo Schalke 04 dove forma con Mladen Krstajić una solida coppia difensiva. Appena arrivato vince per la terza volta nella sua carriera la Coppa Intertoto, poi l'anno successivo trionfa nella Coppa di Lega tedesca.
A partire dalla stagione 2006-2007 diventa il capitano della squadra; il 17 marzo 2009 Marcelo Bordon cede la sua fascia al vice capitano Mladen Krstajić.
Il 5 luglio 2010, dopo 222 partite ufficiali con lo Schalke 04, rescinde il suo contratto in scadenza l'anno successivo.

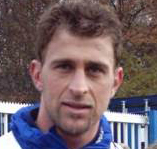
Bordon ai tempi dello Schalke 04

Rimasto senza squadra Bordon si accasa all'Al-Rayyan, squadra qatariota, con cui chiude la sua carriera al termine della stagione dopo aver disputato solo 11 partite con una rete.
Il 9 luglio 2011 disputa la sua partita di addio giocando nello stadio dello Schalke 04 con una selezione di ex compagni, nella partita, terminata 4-4, Bordon mette a segno una doppietta.

### Nazionale
Nel 1995 Bordon prende parte con la nazionale olimpica brasiliana ai Giochi Panamericani.
Nel 2004 gioca la sua unica partita con la nazionale maggiore brasiliana, contro l'Ungheria.
Nello stesso anno è convocato per la Coppa America, vinta poi dai verdeoro, senza però mai scendere in campo.

## Statistiche

### Cronologia presenze e reti in nazionale
| Cronologia completa delle presenze e delle reti in nazionale ― Brasile | Cronologia completa delle presenze e delle reti in nazionale ― Brasile | Cronologia completa delle presenze e delle reti in nazionale ― Brasile | Cronologia completa delle presenze e delle reti in nazionale ― Brasile | Cronologia completa delle presenze e delle reti in nazionale ― Brasile | Cronologia completa delle presenze e delle reti in nazionale ― Brasile | Cronologia completa delle presenze e delle reti in nazionale ― Brasile | Cronologia completa delle presenze e delle reti in nazionale ― Brasile |
| Data                                                                   | Città                                                                  | In casa                                                                | Risultato                                                              | Ospiti                                                                 | Competizione                                                           | Reti                                                                   | Note                                                                   |
| ---------------------------------------------------------------------- | ---------------------------------------------------------------------- | ---------------------------------------------------------------------- | ---------------------------------------------------------------------- | ---------------------------------------------------------------------- | ---------------------------------------------------------------------- | ---------------------------------------------------------------------- | ---------------------------------------------------------------------- |
| 28-4-2004                                                              | Budapest                                                               | Ungheria                                                               | 1 – 4                                                                  | Brasile                                                                | Amichevole                                                             | -                                                                      | 67’                                                                    |
| Totale                                                                 |                                                                        | Presenze                                                               | 1                                                                      |                                                                        | Reti                                                                   | 0                                                                      |                                                                        |

## Palmarès

### Club

#### Competizioni statali
- Campionato paulista: 1

San Paolo: 1998

#### Competizioni nazionali
- Coppa di Lega tedesca: 1

Schalke 04: 2005

#### Competizioni internazionali
- Coppa CONMEBOL: 1

San Paolo: 1994
- Coppa Intertoto UEFA: 3

Stoccarda: 2000, 2002
Schalke: 2004